# Thomsons zaagpoot
De Thomsons zaagpoot (Scolopostethus thomsoni) is een wants uit de onderfamilie Rhyparochrominae,  uit de familie bodemwantsen (Lygaeidae).

## Uiterlijk
De Thomsons zaagpoot is 3,4 tot 4 mm lang. De wantsen van het geslacht Scolopostethus hebben aan de onderzijde van de dijen van de voorpoten een groot aantal kleine doorns. Ze hebben ook allemaal een witte vlek aan de zijkant (in het midden) van het halsschild (pronotum). Het bovenste deel van het halsschild is zwart en de onderste helft is bruin. De kleur van de antennes is vaak verschillend tussen de soorten. Van de antennes van de Thomsons zaagpoot is het eerste segment en het onderste deel van het tweede segment lichtbruin gekleurd, het bovenste deel van het tweede segment (meestal!) en het derde en vierde segment zijn donkerbruin. Ze kunnen zowel kortvleugelig (brachypteer) als langvleugelig (macropteer) zijn. Bij de kortvleugele wantsen is het membraan (doorzichtig deel) van de voorvleugels heel kort en ze lijken dan veel op de kortvleugelige zaagpoot (Scolopostethus affinis).

## Verspreiding en habitat
De soort is verspreid in Europa van het Hoge Noorden tot het Middellandse Zeegebied. Naar het oosten strekt het verspreidingsgebied zich uit tot in Siberië, Centraal-Azië en Japan. Hij komt ook in Noord-Amerika voor. De soort is overal te vinden, waar de grote brandnetel (Urtica dioica) groeit. Hij heeft weinig voorkeur voor hoeveelheid vocht of bodemsoort.

## Leefwijze
De dieren zuigen zowel aan zaden, die op de grond liggen, als aan onrijpe zaden van verschillende kruidachtige planten en van houtige planten. Ze zijn echter vooral verbonden met brandnetels (Urtica), met name de grote brandnetel (Urtica dioica). De imago’s overwinteren en in mei worden de eitjes gelegd, waarna er eind juli, begin augustus een nieuwe generatie verschijnt. Onder gunstige omstandigheden is het mogelijk dat een gedeeltelijke tweede generatie wordt gevormd, waarvan de nimfen overwinteren. 